# 薩里蘇河 (比尤克-卡拉蘇河支流)
薩里蘇河（俄语：Сарысу），是俄羅斯或烏克蘭的河流，位於克里米亞半島，屬於比尤克-卡拉蘇河的左支流，河道全長26公里，流域面積127平方公里，河口處在白山市西北部。